# Breestraat (Delft)
De Breestraat is een winkelstraat in het centrum van de stad Delft, in de Nederlandse provincie Zuid-Holland. De straat loopt vanaf de Oude Delft naar de Achterom. Zijstraten van de Breestraat zijn de Lange Geer (deze kruist de Breestraat), Korte Geer en de Koornmarkt. De Breestraat is ca. 210 meter lang. Aan deze eeuwenoude straat bevinden zich een tal van rijksmonumenten.

## Geschiedenis
Aan de Breestraat 1 bevindt zich het voormalige Huis Sasbout. Pieter Sasbout was burgemeester van Delft in de jaren zestig van de 16e eeuw. Sasbout stichtte in 1575 het Hofje van Gratie aan de Korte Geer. Later heeft hier ook Mienette Storm-van der Chijs (1814-1895) gewoond. Zij was een wereldreizigster, sociaal hervormster en publiciste. Mienette is gehuwd geweest met de predikant Willem Storm. Twee maanden na haar huwelijk overleed predikant Storm en ging Mienette voor de rest van haar leven als de weduwe Storm door het leven. Mienette Storm was lid van de vrouwenvereniging ‘Dorcas’. Deze vereniging zag om naar behoeftige vrouwen alsook naar grote gezinnen die zij steun verleende. Een plaquette van haar hangt nog aan de gevel van de Breestraat 1. Nu doet dit pand dienst als hotel onder de naam Grand Canal.

## Fotogalerij

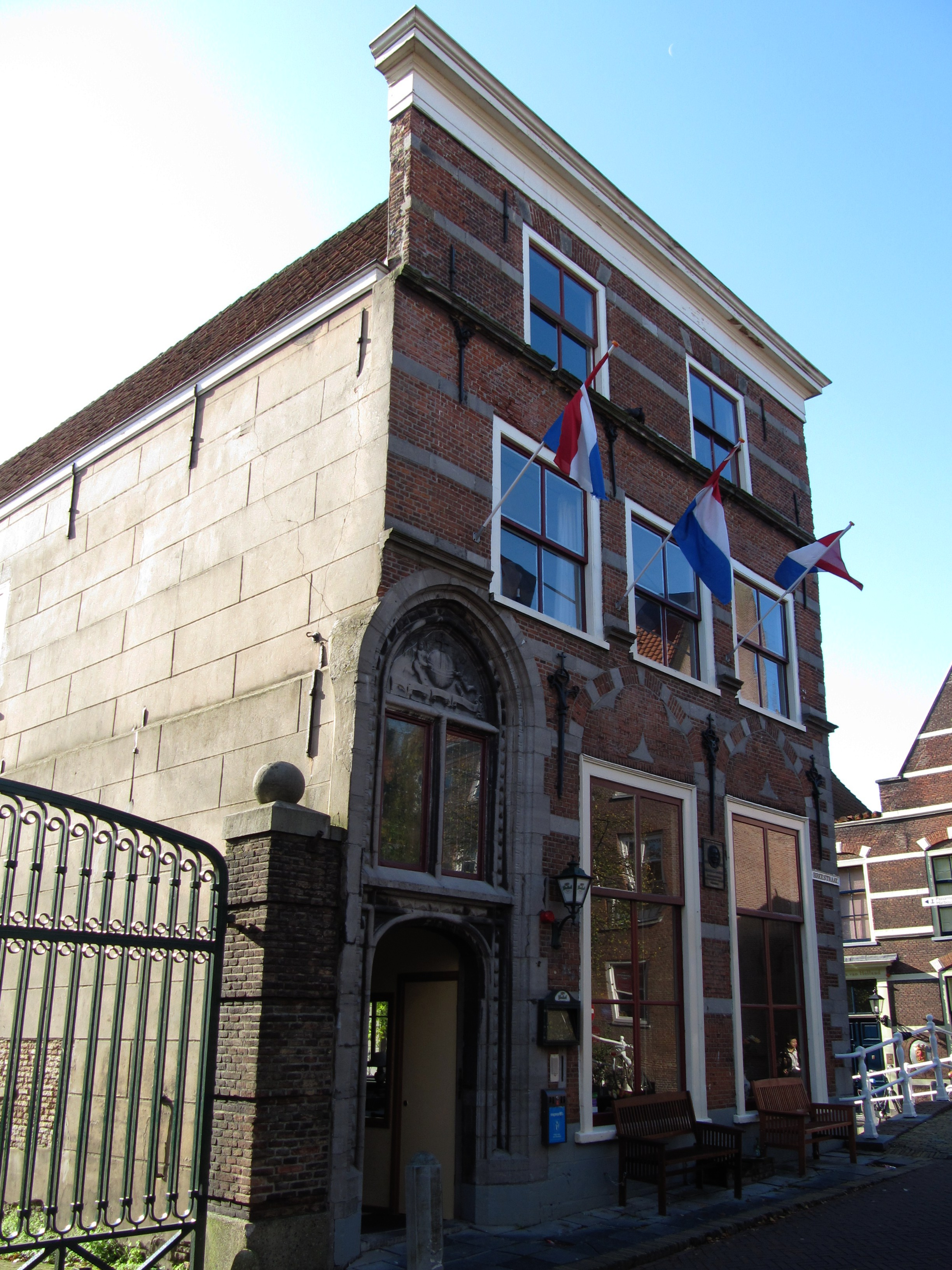
Breestraat 1
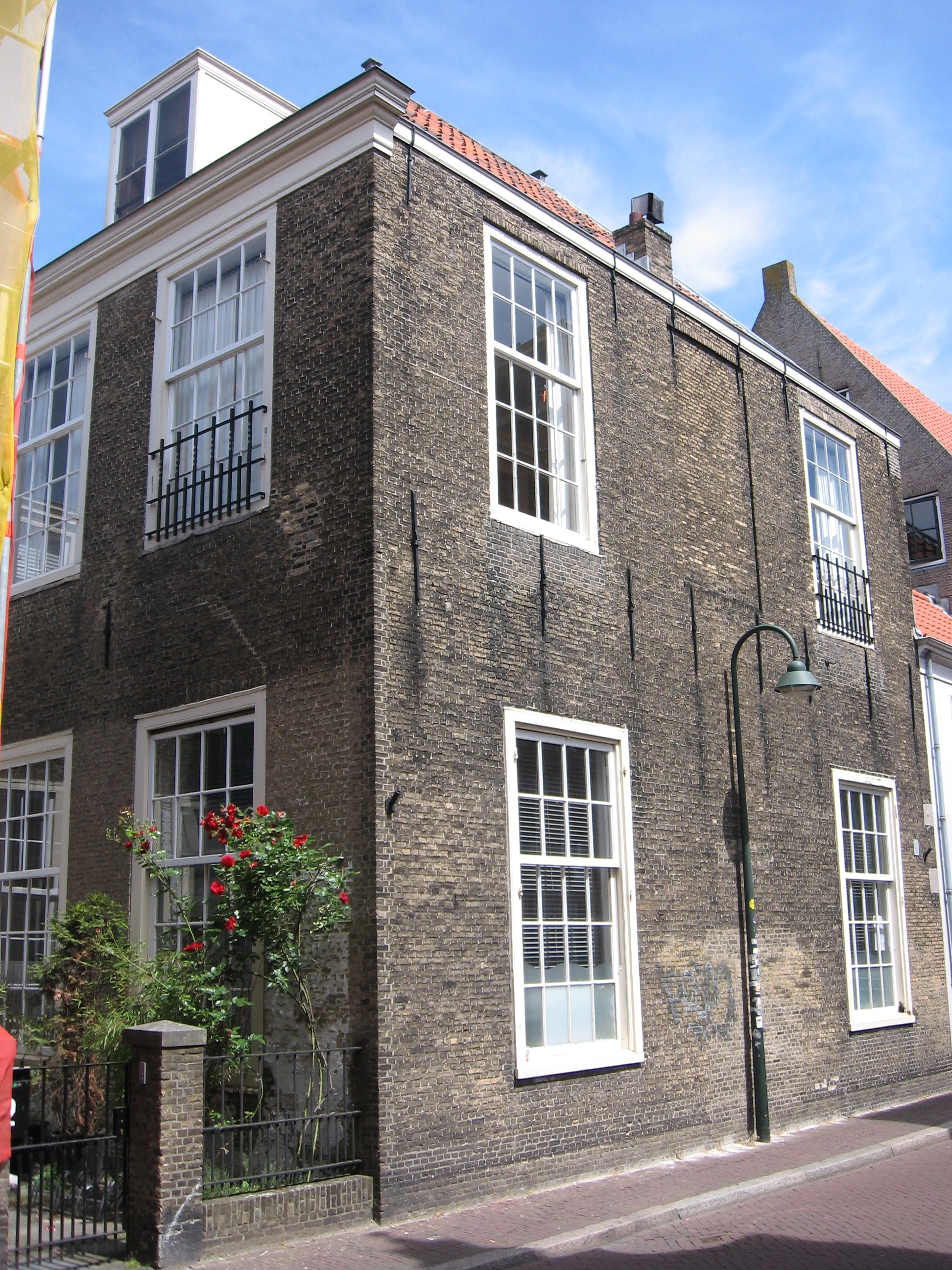
Breestraat 2
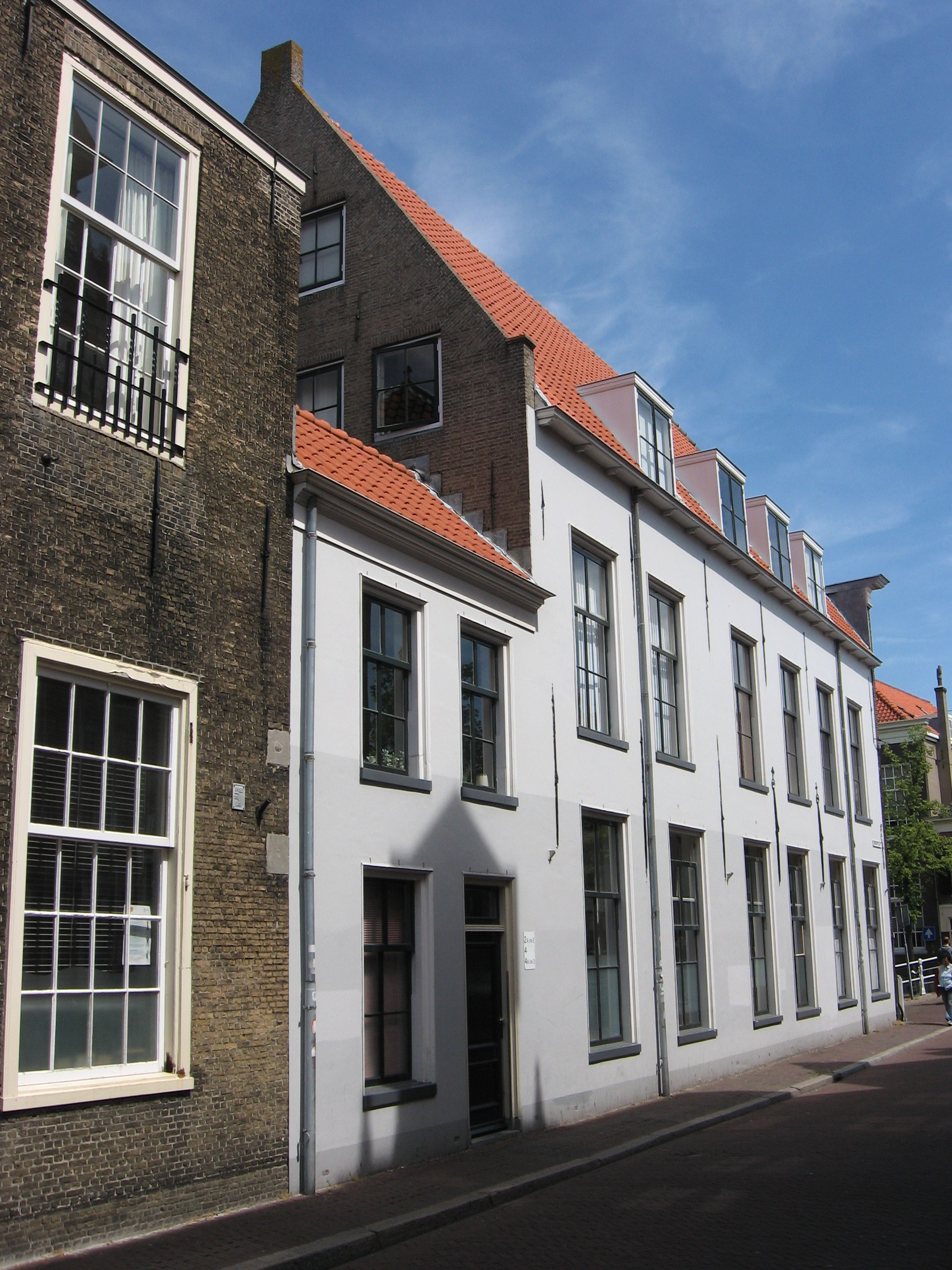
Breestraat 4